# Евдокия Ангелина Комнина
Евдокия Ангелина Комнина (ок. 1173—1211) — младшая дочь византийского императора Алексея III, племянница императора Исаака II Ангела, двоюродная сестра императора Алексея IV Ангела.
В 1190, в то время как Алексей III находился в изгнании в Палестине, была выдана своим дядей Исааком II за Стефана, сына сербского жупана Стефана Немани, её мужу в честь бракосочетания с византийской принцессой был пожалован титул севастократора. В этом браке Евдокия родила шестерых детей, однако рассорилась со своим супругом и была им изгнана с позором в конце 1199:

Муж упрекал жену в неумеренном сладострастии; жена укоряла мужа за то, что с ранней зари он принимался за пьянство, — забывал свой сосуд и пресыщался запретными плодами. Взаимное несогласие постоянно таким образом росло более и более и, наконец, выразилось со стороны Стефана самым варварским поступком против его супруги. Выдумал ли он, или и правду говорил, будто застал Евдокию в прелюбодеянии, во всяком случае, он снял с неё все женские одежды, оставил на ней одну последнюю тоненькую рубашку, обрезав и ту со всех сторон, так что она едва прикрывала обнаженные члены, и в этом бесчестном виде прогнал её от себя и пустил на все стороны.— Никита Хониат. История. Царствование Алексея Ангела, брата Исаака, Кн. 3, 6.
Брат Стефана Вукан, вступился за Евдокию, но не сумел убедить жупана помириться с женой, после чего отправил принцессу в Диррахий, откуда она с помощью отца прибыла в 1200 в Константинополь. Причиной высылки был не только разлад семейной жизни, но и смена политической ориентации Сербии с Константинополя на Рим.
В столице Евдокия стала любовницей Алексея Мурцуфла, будущего императора Алексея V. После захвата города крестоносцами 12 апреля 1204 Евдокия вместе с Алексеем V и своей матерью Евфросинией бежала к своему отцу-императору в Мосинополь. В Мосинополе Евдокия с одобрения своего отца официально сочеталась браком с Алексеем Мурцуфлом, но в начале лета 1204 по приказу Алексея III его новый зять был ослеплен в бане, несмотря на бурный протест Евдокии.

Очевидцы рассказывали, что дочь, стоя возле двери бани, ругала отца бранными словами, а тот порицал её за бесстыдную и распутную любовь.— Георгий Акрополит. История, 5
Затем по настоянию отца в начале 1205 в Лариссе Евдокия вышла замуж за Льва Сгура, неродовитого сына архонта, боровшегося за власть в Средней Греции и Пелопоннесе. Он боролся с латинянами, но в 1207/1208 покончил жизнь самоубийством. Евдокия умерла в 1211 году.